# 安藤瞳 (ボウリング)
安藤 瞳（あんどう ひとみ、1988年8月1日 - ）は愛知県出身のプロボウラー。JPBA第43期生。ライセンスNo.469（2010年交付）。東名ボール所属（愛知県瀬戸市）。用品契約はハイ・スポーツ。BS日テレで放送されている『ボウリング革命 P★League』（以下Pリーグ）でのキャッチフレーズは『キューティーアイズ』。
公認パーフェクトゲーム達成3回。

## 来歴
高校卒業後に日本プロボウリング協会のプロボウラー資格取得テストを受験して合格。
Pリーグには『第1回次世代P★リーガー発掘プロジェクト』合格後、第36戦から参加している。Pリーグ初勝利は3回目の出場の第39戦。初の決勝進出は第44戦、第2シーズン（第45戦-第47戦）はシーズンチャンピオン決定戦に進出。14大会ぶりに決勝へ進出した第61戦で自己最高の準優勝に入った。
2013年4月まで所属していた豊川エースボウルが閉店したのを機に関ボウリングセンターに移籍、その後2015年2月より東名ボールに移籍した。

## 人物
小学生の時に摂食障害を患っている。
現在は回復しつつあり、プロボウラー活動の傍で摂食障害に関するイベントや啓発を行っている。
きゃりーぱみゅぱみゅが大好きで、第42戦では彼女のファッションをイメージした衣装でプレイした。
キャッチフレーズは「はい、しあわせー」。
2021年、スポーツ栄養プランナーの資格を取得。
2021年11月3日、自身のYouTubeチャンネル「HITOMIワールド」においてヘアドネーション(医療用ウィッグなどに使う人毛を寄付すること)に挑戦するため3年間伸ばした髪をカットする場面を公開した。
2023年4月19日、自身のYouTubeライブ配信で摂食障害に理解をという気持ちで「花壇の外に咲く綺麗な花もあるんだよ」というタイトルの本を出版したことと2022年秋頃から円形脱毛症に罹り治療を始めた事とウィッグを着用している事を公表した。
2023年シーズンのポイントランキングが15位となり、念願のトップシード入りを果たす。
2025年3月4日投稿のPリーグオフィシャルブログでPリーグを卒業することを公表した。
その他ハイ・スポーツ社の新製品ボールのレビュー、自身でボールにドリルするシーンや上達のためのレッスン、解説動画なども公開している。

## 戦績
- プロボウリングレディース新人戦 4位（2011年）
- 第10回MKチャリティカップ女子 27位（2015年）
- 中日杯2016東海オープン女子 18位
- 公益社団法人日本プロボウリング協会創立50周年記念大会 7位（2017年）
- 中日杯2017東海オープン女子 13位
- 第35回六甲クイーンズオープントーナメント10位
- 第41回関西オープン女子　9位
- 2022年グリコセブンティーンアイス杯女子　7位
- 第43回JLBCクイーンズオープンプリンスカップ　11位
- KUWATACUP2023女子　19位
- 中日杯2023東海オープン女子　17位
- 大岡産業レディーストーナメント2023　17位
- 第16回MKチャリティーカップ女子　24位
- ちゃおちゃおボウリング大会　24位（2023年）
- ラウンド1グランドチャンピオンシップボウリング2023女子　17位タイ
- コカ・コーラカップ2023第30回千葉女子オープンボウリングトーナメント　7位
- 第45回関西オープン女子　7位

### Pリーグ （3位以内）
- 第44戦 第3位
- 第47戦 第3位
- 第2シーズンチャンピオン決定戦 第3位
- 第61戦 準優勝
- 第66戦 準優勝
- 第68戦 準優勝

## 出演

### テレビ
- 炎の体育会TV（TBSテレビ、2012年）
- ボウリング革命 P★League 第36戦 - （2012年2月 - 、BS日テレ:キャッチフレーズは「キューティーアイズ」）

### ラジオ
- なんでも聞かせてDX（FM愛知、2014年6月2日）